# Дгвана
Дгвана (груз. დღვანა) — село в Грузії.
За даними перепису населення 2014 року в селі проживає 253 особи.